# Кочетков, Василий Николаевич
Василий Николаевич Кочетко́в (1785, Спасское, Курмышский уезд, Симбирская губерния, Российская империя — 31 мая [12 июня] 1892, Белозерск, Российская империя) — русский военный, проживший 107 лет и участвовавший в 10 войнах, «солдат трёх императоров» (Александра I, Николая I, Александра II), участник Отечественной войны 1812 года, русско-турецкой войны (1828—1829), войны с польскими мятежниками (1830—1831), кавказской войны (1844—1849), Крымской войны, русско-турецкой войны (1877—1878) и других войн своего времени.

## Биография
Василий Николаевич Кочетков родился в 1785 году в Симбирской губернии в семье солдата. На военную службу поступил из кантонистов лейб-гренадерского полка 7 марта 1811 года. Первоначально он был музыкантом унтер-офицерского звания, затем строевым унтер-офицером и фельдфебелем.
Во время Отечественной войны 1812 года Кочетков сражался в рядах лейб-гренадерского полка при Бородино, затем участвовал в заграничном походе, сражался под Лейпцигом, брал Париж.
В 1820 году его переводят в лейб-гвардии Павловский полк, с которым он прошёл русско-турецкую войну 1828—1829 годов. Затем он участвовал в войне с польскими мятежниками, где в 1831 году Кочетков участвовал в штурме Варшавы.
В 1833 году он был переведён в лейб-гвардии конно-пионерный дивизион. По расформировании этой части, в 1843 году, Кочетков был послан на кавказский театр боевых действий, «для обучения на быстрых реках правильного спуска, наводки, укрепления и разборки понтонных мостов». Здесь он был причислен к Нижегородскому драгунскому полку и, по своему желанию, остался служить в кавказских войсках, получив разрешение на то генерал-фельдцейхмейстера великого князя Михаила Павловича, с сохранением гвардейского оклада жалованья.
За год Кочетков был дважды ранен: в шею навылет и в обе ноги с раздроблением левой голени, но всякий раз возвращался в строй. В боях при ауле Дарго в 1845 году он снова был ранен в левую голень и попал в плен к горцам. Пробыв в плену девять месяцев и 23 дня, Кочетков бежал, когда зажила рана, проявив при этом чудеса находчивости, за что был удостоен Георгиевского креста 4-й степени.
В 1849 году Кочетков со своим полком был в Венгрии, принимая участие в подавлении восстания венгров против австрийского господства. Вернувшись из похода, он по выслуге лет сдал экзамен на офицерское звание, но отказался от производства в офицеры. Он получил на рукав мундира серебряный шеврон, офицерский темляк на саблю и право на получение 2/3 оклада прапорщика. До 1851 года Кочетков прослужил при штабе Кавказского корпуса.
В 1851 году Кочетков вышел в отставку, однако два года спустя снова вернулся на службу в связи с начавшейся Крымской войной, попав в Казанский егерский полк. Он был в числе защитников Севастополя, где принимал участие в вылазках с командами охотников (добровольцев), а при обороне Корниловского бастиона снова был ранен осколками разорвавшейся рядом бомбы.
По окончании войны по личному указу Александра II Кочетков был переведён в лейб-гвардии Драгунский полк, а в 1862 году был зачислен в почётную роту дворцовых гренадер.
В 1869 году он подал рапорт на Высочайшее имя с просьбой разрешить ему переход в части, действующие на среднеазиатском театре военных действий. Был зачислен в Туркестанскую конно-артиллерийскую бригаду горных орудий фейерверкером 1 класса, причём, при отъезде, император лично пожаловал ему пятьдесят рублей. В Средней Азии Кочетков в 1873 году в отряде под командой генерал-адъютанта Кауфмана, проделав марш через пустыню, брал Хиву.
В 1874 году его опять же по Высочайшему повелению определили на службу в конвой императорского поезда, однако в 1876 году на Балканах выступили против Османской империи Сербия и Черногория. На помощь славянским братьям в составе пятитысячного отряда русских добровольцев отправился и 92-летний Василий Кочетков. С началом русско-турецкой войны он вступил в 19-ю конно-артиллерийскую бригаду. Участвовал в боях на Шипкинском перевале, и именно там Василий Кочетков потерял левую ногу.
В 1878 году «за отличие» переведён в лейб-гвардии конно-артиллерийскую бригаду. Прослужил в ней ещё 13 лет, а затем окончательно ушёл в отставку. Согласно «Вестнику военного духовенства», Василий Николаевич Кочетков скончался 31 мая (12 июня) 1892 года в возрасте 107 лет в Белозерске при проезде из Петербурга на родину.

## Награды
Боевой путь Василия Кочеткова, служившего в 12 войсковых частях трёх родов войск (пехоты, кавалерии и артиллерии), отмечен участием в десяти кампаниях и получением шести ран. За время службы получил 23 боевых креста и медали, и другие знаки отличия, в том числе: «Знак отличия Военного ордена IV степени», крест «За переход через Дунай», крест «За службу на Кавказе» и другие.

## Память
12 декабря 2012 года на бульваре Новый Венец в Ульяновске был открыт камень, на месте которого в мае 2013 года должен был установлен памятник «Русскому солдату Василию Кочеткову». Но из-за дискуссий о реальности существования такого человека, установка памятника была отложена.